# グイドバルド2世・デッラ・ローヴェレ
グイドバルド2世・デッラ・ローヴェレ（Guidobaldo II della Rovere, 1514年4月2日 - 1574年9月28日）は、イタリアのコンドッティエーレ、ウルビーノ公（在位：1539年 - 1574年）。

## 生涯
ウルビーノ公フランチェスコ・マリーア1世・デッラ・ローヴェレと、エレオノーラ・ゴンザーガ（フランチェスコ2世・ゴンザーガとイザベラ・デステの長女）の間に生まれた。父が暗殺されると、1539年にウルビーノ公となった。
イタリア戦争の間に父がそうであったように、1546年にグイドバルドはヴェネツィア共和国の傭兵隊長となった。最初の妻ジューリア・ダ・ヴァラノと1547年に死別すると、1548年にヴィットーリア・ファルネーゼと再婚した。のち彼は教皇庁によりファノ知事に任命され、司令官の称号を授かった。1559年にスペイン王に雇われ、ベルナルド・サンセヴェリーノ（グイドバルドの娘婿）を補佐してオスマン帝国と戦った。
1573年1月、重税に堪えかねたウルビーノの住民たちが反乱を起こすと、彼は流血も辞さない弾圧で反乱を封じた。
フェラーラからペーザロへ向かう旅の途中に重病となり、急死した。

## 子女
カメリーノ卿の娘ジューリア・ダ・ヴァラーノと間に1女をもうけた。
- ヴィルジニア（1544年 - 1571年）

パルマ公ピエール・ルイージ・ファルネーゼの一人娘ヴィットーリアと結婚し、3子をもうけた。
- フランチェスコ・マリーア2世（1549年 - 1631年） - ウルビーノ公
- イザベッラ - 6代ビジニャーノ公ベルナルド・サンセヴェリーノスと結婚
- ラヴィニア - ヴァスト侯アルフォンソ・フェリーチェ・ダヴァロスと結婚